# Elezioni regionali in Molise del 1975
Le elezioni regionali in Molise del 1975 si tennero il 15 e 16 giugno.

## Risultati elettorali
| Liste                                                  | Voti    | %     | Seggi |
| ------------------------------------------------------ | ------- | ----- | ----- |
| Democrazia Cristiana (DC)                              | 99.785  | 50,01 | 16    |
| Partito Comunista Italiano (PCI)                       | 35.675  | 17,88 | 6     |
| Partito Socialista Italiano (PSI)                      | 20.090  | 10,07 | 3     |
| Partito Socialista Democratico Italiano (PSDI)         | 12.384  | 6,21  | 2     |
| Movimento Sociale Italiano - Destra Nazionale (MSI-DN) | 9.958   | 4,99  | 1     |
| Partito Repubblicano Italiano (PRI)                    | 8.995   | 4,51  | 1     |
| Partito Liberale Italiano (PLI)                        | 8.902   | 4,46  | 1     |
| Democrazia Proletaria (DP)                             | 2.335   | 1,17  | -     |
| Indipendenti DC                                        | 1.419   | 0,71  | -     |
| Totale                                                 | 199.543 |       | 30    |

| Riepilogo dei seggi | Riepilogo dei seggi | Riepilogo dei seggi | Riepilogo dei seggi | Riepilogo dei seggi | Riepilogo dei seggi | Riepilogo dei seggi |
| ------------------- | ------------------- | ------------------- | ------------------- | ------------------- | ------------------- | ------------------- |
|                     |                     |                     |                     |                     |                     |                     |
| PCI                 | 6                   | ▲ 1                 |                     | PSI                 | 3                   | ━                   |
| PSDI                | 2                   | ━                   |                     | PRI                 | 1                   | ━                   |
| DC                  | 16                  | ━                   |                     | PLI                 | 1                   | ▼ 1                 |
| MSI-DN              | 1                   | ━                   |                     |                     |                     |                     |